# Lisa Hoffmann
Lisa Hoffmann (* 3. Juli 1989 in Bocholt) ist eine deutsche Künstlerin. In ihren Arbeiten setzt sie sich mit künstlerischen Dokumentarpraktiken und der Frage von Zeugenschaft und Gegenbildern auseinander.

## Leben
Lisa Hoffmann wuchs in Nordrhein-Westfalen auf und studierte an der Muthesius Kunsthochschule in Kiel und der Koninklijke Academie van Beeldende Kunsten in Den Haag. Sie ist Promovendin an der Bauhaus-Universität Weimar.
Hoffmann lebt und arbeitet in Kiel.

## Auszeichnungen (Auswahl)
- 2022 Promotionsstipendium der Heinrich-Böll Stiftung
- 2022 Artist-in-Residence Stipendium Agder Kunstcenter, Kristiansand, Norway
- 2021 Deutscher Meeresfilmpreis „SEAFEVER“
- 2021 Nominee Gottfried-Brockmann Preis 2021
- 2021 Projektstipendium „Modul C“, BBK, Neustart Kultur
- 2021 Kunstpreis, Kulturhimmel, Nordkirche
- 2020 Projektförderung „Professionalisierung junger Kreativer“ Stadt Kiel
- 2020 Förderung zur Professionalisierung junger Kreativschaffender der Stadt Kiel
- 2019 Preisträgerin „gute aussichten“ 2019/2020 - neue deutsche Fotografie[2]
- 2019 Arbeitsstipendium der Kulturförderung des Landes Schleswig-Holstein[3]
- 2017 2-jähriges Graduiertenstipendium und Projektförderung, Muthesius Kunsthochschule Kiel
- 2016 2-jähriges Atelierstipendium, Anscharpark Kiel
- 2016 Artist-in-Residence-Stipendium Maumaus, Lissabon
- 2014 2-jährige Projektförderung des Exzellenzclusters „The Future Ocean“

## Ausstellungen (Auswahl)
- 2021 ATLAS. The City. Lübeck[4] (Solo)
- 2021 ATLAS. The Pandemic. Nachtspeicher 23, Hamburg[5] (Solo)
- 2021 ATLAS. Galerie ONspace, Kiel[6] (Solo)
- 2020 gute aussichten - neue deutsche fotografie / new german photography - NRW-Forum Düsseldorf[7], Deichtorhallen Hamburg[8],  Landesmuseum Koblenz
- 2020 REGIONALE 5 - Stipendiaten des Landes Schleswig-Holstein - Overbeck-Gesellschaft Lübeck, Palais für aktuelle Kunst Glückstadt, Galerie OnSpace Kiel
- 2014 44º40`N 63º37`W to 51º41`N 11º51`W Eastbound - Prima Kunst Galerie, Kiel, Germany
- 2014 Name that thing, Museum für Kunst und Gewerbe, Hamburg, Germany
- 2012 Kasseler Dokumentarfilm- und Videofest

## Publikationen (Auswahl)
- Gute Aussichten 2019/2020 - neue deutsche Fotografie. Ausstellungskatalog 2019, ISBN 978-3-9819355-3-0.
- Werkschau #1 Freie Klasse Film, Muthesius Kunsthochschule, ISBN 978-3-943763-69-0.
- MEERSUCHT (Sea Addiction) German/English;  Muthesius Verlag, 2016, ISBN 978-3-943763-47-8.
- Körpersichten; Ausstellungskatalog 2011, ISBN 978-3-9812475-8-9.

## Belege
1. ↑  Bauhaus-Universität Weimar: Doctoral projects. Abgerufen am 29. Januar 2022.
2. ↑  gute aussichten - junge deutsche fotografie: ARBEITEN. Abgerufen am 14. Februar 2020.
3. ↑  admin: Stipendien der Kulturstiftung für Künstlerinnen und Künstler / Kulturstaatssekretär Dr. Oliver Grundei: „Ein wichtiger Beitrag zur individuellen Künstlerentwicklung“. Abgerufen am 14. Februar 2020.
4. ↑  Kulturfunken: Kunst im öffentlichen Raum | Lübeck Aktuell. Abgerufen am 29. Januar 2022.
5. ↑  Atlas – The Pandemic – nachtspeicher23 e.V. Abgerufen am 29. Januar 2022 (deutsch).
6. ↑  Atlas – The Pandemic – nachtspeicher23 e.V. Abgerufen am 29. Januar 2022 (deutsch).
7. ↑  gute aussichten: NRW-Forum Düsseldorf. Abgerufen am 14. Februar 2020.
8. ↑  GUTE AUSSICHTEN 2019/2020. Abgerufen am 14. Februar 2020 (deutsch).

| Personendaten    | Personendaten       |
| ---------------- | ------------------- |
| NAME             | Hoffmann, Lisa      |
| KURZBESCHREIBUNG | deutsche Künstlerin |
| GEBURTSDATUM     | 3. Juli 1989        |
| GEBURTSORT       | Bocholt             |